# خوسيه فورتيس رودريغيز
خوسيه فورتيس رودريغيز (بالإسبانية: José Fortes Rodríguez)‏ هو لاعب كرة قدم إسباني، ولد في 13 مارس 1972 في بياريث في إسبانيا. لعب مع إي زد ألكمار.